# Adolfo Meia-Noite
Adolfo Meia-Noite ou Adolfo Velho Rosas da Meia Noite (Afogados da Ingazeira, 1840 — Malta), foi um cangaceiro brasileiro, atuante nos estados de Pernambuco e Paraíba.

## Biografia

### Origem
Adolfo Rosa Meia Noite nasceu em 1840 no município de Afogados da Ingazeira-PE onde morava sua família no distrito de Varas (atual Jabitacá) que pertencia a este município. 
Descendentes de nobres ingleses, filho de Riqueta e Leandro, e neto do famoso inglês Richard Breitt. 

### Cangaço
Entrou para o Cangaço motivado por desavenças com um dos seus tios, um importante fazendeiro local. Na ocasião, Adolfo Rosa cortejou uma de suas filhas, não tendo sua aprovação. Logo,seu tio, por ser autoridade local importante mandou Padre Quaresma (não se sabe o motivo do apelido "padre"), que era comissário de polícia e subdelegado no distrito de Varas (Jabitacá) prende-lo. 
Há controvérsias por falta de registros se o Padre Quaresma agiu por paixão pela filha do fazendeiro, por ordem do mesmo ou por inveja do próprio Adolfo Rosa. Assim, Adolfo Rosa foi preso por acusação de ter roubado um cavalo e foi mandado para o freguesia de Afogados (atual município de Afogados da Ingazeira). Como na época não havia segurança nas cadeias locais, Adolfo Rosa ficou preso em um tronco e sem conhecimento de sua família por 15 dias. Após esse período, um conhecido da localidade ao saber do ocorrido, relatou-o a sua família.
Em busca de vingança, que naquela época era questão e honra, e depois de descobrir o verdadeiro motivo de sua prisão pelo então tenente da freguesia de Afogados, o mesmo conseguiu se soltar do tronco, se municiou e juntou com seus irmãos, os cangaceiros Nobelino e Manoel, e ao lado de outros cangaceiros aterrorizaram a região do Sertão Auto Pajeú e também o estado da Paraíba. Começou por abater o subdelegado do distrito de Varas, o Padre Quaresma, e posteriormente seu tio que por ser uma autoridade local importante, teve que evadir-se do local. Vivendo como bandoleiro com seu bando pelo sertão, por consequência, a família de Adolfo Meia-Noite se viu obrigada a se mudar para evitar retaliações.
Como chefe de bando, Adolfo Meia-noite chegou a comandar 10 cangaceiros, entre eles: "Oiticica" que era seu parente, "Manoel do Gado" que era antigo marchante da localidade e "Almeida" que era natural da Serra da Colônia pertencente a freguesia de Afogados da Ingazeira. 
Adolfo Meia-noite se tornou o terror do sertão, aterrorizando vilas e cidades por mais de 5 anos, onde há registros que após o Distrito de Afogados se tornar Freguesia em 1885, o cangaceiro e seu bando deu auxílio ao Coronel Francisco Miguel (que residia na freguesia de Ingazeira e era tido como homem injusto e arrogante) na tentativa de tentar assaltar a então Freguesia de Afogados.
Devido a sua fama aterrorizante de chefe do Cangaço, Adolfo Meia-Noite se tornou uma das pessoas mais procuradas do sertão pernambucano, por assassinar pessoas importantes e autoridades locais, o que fez evadir-se para o estado vizinho da Paraíba.

### Morte
Foi alvo de uma emboscada por uma força volante de cerca de 30 homens na cidade de Malta-PB. Sozinho, não resistiu ao embate.